# Heinrich Christian Boie
Heinrich Christian Christoph Frederik Greve von Boie, o anche Heinrich Christian Boie o Conte di Boie (Meldorf, 16 luglio 1744 – Meldorf, 3 marzo 1806) è stato uno scrittore tedesco.

## Biografia
Appartenente ad una famiglia della nobiltà del Holstein, è conosciuto solo come Heinrich Christian Boie.
Studiò giurisprudenza a Jena e Gottinga e produsse numerosi saggi sulla poesia tedesca del XVI e XVII e XVIII secolo, dedicandosi anch'esso a comporre brevi testi poetici e romanzeschi, impregnati di cultura shakespeariana e molto vicina al classicismo delle tragedie francesi. Più tardi si diede ad un tipo di letteratura più popolare e frizzati, di cui è celebre L'uomo scalzo una breve novella umoristiche che prende spunto dalle avventure del barone di Munchausen (delle quali l'amico Gottfried August Bürger era curatore) trasferendo il protagonista da un nobile di campagna ad un giovane contadino della provincia di Meldorf, nello Holstein danese dove era nato e cresciuto.
Nel 1771, inoltre aveva permesso la stampa del Herr Bacchus ist ein Braver Mann di Bürger sul Musenalmach di Gottingen, dove lavorava come professore di filosofia.
Grazie al suo attaccamento alla nobiltà, sia dal principe elettore di Hannover che dal duca di Schleswig-Holstein-Augustnsborg, gli vennero affidati alti gradi governativi.
Ammalatosi di cancro nel 1804, si ritirò nei suoi possedimenti di campagna presso Meldorf, dove spirò nel 1806.